# La Rierola (Gaià)
La Rierola és una masia situada al municipi de Gaià, a la comarca catalana del Bages.